# Austrophilie
Ne pas confondre avec Australophilie.
 (décembre 2020).
Si vous disposez d'ouvrages ou d'articles de référence ou si vous connaissez des sites web de qualité traitant du thème abordé ici, merci de compléter l'article en donnant les références utiles à sa vérifiabilité et en les liant à la section « Notes et références ».
L'austrophilie est le nom donné, chez une personne étrangère à la nation autrichienne, à la force de son intérêt pour les aspects culturels et civilisationnels développés par ce pays, ainsi que leur rayonnement,.
Historiquement, il pourrait être appliqué à l'ensemble de l'empire autrichien, mais depuis 1918, il s'applique aux frontières plus limitées de l'État-nation moderne d'Autriche. Elle fut plus tard parfois considérée comme faisant partie d'une attitude germanophile plus large et généralement liée à l'admiration de la culture germanique du monde ou des pays germanophones, principalement l'Allemagne, l'Autriche, la Suisse et le Liechtenstein.

## Historique
Le terme « austrophile » a eu différentes significations à travers l'histoire. Le terme était utilisé pour désigner les sociétés nationalistes autrichiennes du XIXe siècle qui tentaient de résister à la forte influence culturelle que l'Empire allemand portait dans la monarchie des Habsbourg. 
En outre, le terme a également été utilisé pour décrire les citoyens de l'Empire autrichien qui n'étaient pas ethniquement autrichiens, mais étaient de fervents partisans du contrôle autrichien sur leur région natale. De même, pendant la guerre de Succession d'Espagne, les partisans de la maison de Habsbourg et son prétendant au trône, l'archiduc Charles, étaient connus sous le nom d'Austrophiles. 
En Grande-Bretagne, au XVIIIe siècle, il y avait un certain nombre d'éminents austrophiles, dont le Premier ministre Thomas Pelham-Holles, 1er duc de Newcastle-upon-Tyne. Les austrophiles ont cherché une alliance avec l'Autriche contre la France. Opposés aux francophiles, qui voyaient la domination française en Europe comme inévitable tant culturellement que militairement, ils obtinrent l'Alliance anglo-autrichienne. Le mouvement a conduit au soutien britannique de l'impératrice autrichienne Marie-Thérèse pendant la guerre de Succession d'Autriche. Ils ont été opposés par les austrophobes, qui ont essayé d'attirer l'attention sur l'autocratie perçue de l'Autriche et la suppression des minorités protestantes.